# Редзато
Редза́то, Реццато (итал. Rezzato) — город и коммуна в Италии, располагается в провинции Брешиа области Ломбардия.
Население составляет 13 485 человек (на 2015 г.), плотность населения составляет 682 чел./км². Занимает площадь 18 км². Почтовый индекс — 25086. Телефонный код — 030.
Покровительницей коммуны почитается святая Анна, празднование 26 июля.

## Города-побратимы
- Богородицк, Россия (2007)